# Nosna kost
Nósna kost, tudi nazálna kóst ali nósnica (latinsko os nasale), je lobanjska kost, ki sestavlja ogrodje nosnega korena. Zgoraj se stika s čelnico, ob straneh z zgornjo čeljustnico in spodaj z nosnico druge strani, s katero oklepa zgornji del koščenega vhoda v nosno votlino.